# Віллі Йоганнмеєр
Віллі Йоганнмеєр (нім. Willy Johannmeyer; 27 липня 1915, Ізерлон — 14 квітня 1970, Келькгайм) — німецький офіцер, оберстлейтенант Генштабу вермахту. Кавалер Лицарського хреста Залізного хреста з дубовим листям.

## Біографія
В 1936 році вступив в 64-й піхотний полк. З 1939 року — командир взводу зв'язку 503-го піхотного полку. З 1 квітня 1940 року — командир 2-ї, з квітня 1941 року — 14-ї роти полку. Учасник Французької кампанії і Німецько-радянської війни. З 1 квітня 1942 року — командир 2-го батальйону свого полку. Відзначився у боях в районі озера Ільмень (травень 1942) і на північ від Невеля (березень 1943). 1 березня 1944 року відправлений на курси офіцерів Генштабу і 1 червня переведений в центральний апарат ОКГ. З серпня 1944 року — співробітник Управління кадрів сухопутних сил. В листопаді 1944 року переведений в Ставку фюрера, а в квітні 1945 року став останнім ад'ютантом Адольфа Гітлера від сухопутних військ. В Берліні постійно перебував у фюрербункері. Вранці 29 квітня 1945 року генерал піхоти Вільгельм Бургдорф наказав йому доставити генерал-фельдмаршалу Фердинанду Шернеру екземпляр заповіту Гітлера, проте Йоганнмеєр не зміг до нього дістатися. В кінці війни був взятий в полон американськими військами. Після звільнення здобув диплом агронома і майже 10 років працював у фірмах Heinrich Lanz AG і Rheinstahl-Hanomag. З 1961 року — член правління FMA Pokorny.

## Нагороди
- Залізний хрест
  - 2-го класу (6 червня 1940)
  - 1-го класу (29 червня 1940)
- Лицарський хрест Залізного хреста з дубовим листям
  - лицарський хрест (16 травня 1942)
  - дубове листя (№ 329; 18 листопада 1943)
- Медаль «За зимову кампанію на Сході 1941/42»
- Почесне кільце міста Ізерлон (лютий 1944)